# Libnotes lacrimula
Libnotes lacrimula là một loài ruồi trong họ Limoniidae. Chúng phân bố ở miền Australasia.